# 21412 Сінчанбан
21412 Сінчанбан (21412 Sinchanban) — астероїд головного поясу, відкритий 20 березня 1998 року.
Тіссеранів параметр щодо Юпітера — 3,705.